# Reparato (escriniário)
Reparato (em latim: Reparatus) foi um oficial bizantino do século V/VI. Quase nada se sabe sobre ele, exceto que era um escriniário e que foi casado com uma dama sepultada em Odesso, na Mésia Secunda. Aparentemente tiveram uma filha de nome desconhecido.